# Денніс Гайгер
Денніс Гайгер (нім. Dennis Geiger, нар. 10 червня 1998, Мосбах) — німецький футболіст, півзахисник клубу «Гоффенгайм 1899».

## Клубна кар'єра
Народився 10 червня 1998 року в місті Мосбах. Вихованець команди «Гоффенгайм 1899», в академії якого перебував з 11 років. З 2016 року став залучатись за дублюючу команду, в якій взяв участь у 25 матчах.
12 серпня 2017 року дебютував за першу команду в матчі Кубка Німеччини проти «Рот-Вайса» (Ерфурт), а вже за кілька днів, 19 серпня, дебютував у Бундеслізі, в поєдинку проти «Вердера», вийшовши у стартовому складі і будучи заміненим на 74-ій хвилині Ойгеном Полянським. Станом на 14 вересня 2018 року відіграв за гоффенгаймський клуб 21 матч в національному чемпіонаті.

## Виступи за збірні
2012 року дебютував у складі юнацької збірної Німеччини, взяв участь у 33 іграх на юнацькому рівні, відзначившись 3 забитими голами. Брав участь у чемпіонаті Європи 2015 року серед юнаків до 17 років в Болгарії, де зіграв у двох матчах і став з командою віце-чемпіоном Європи, а також чемпіонаті Європи 2017 року серед юнаків до 19 років в Грузії, де його збірна не вийшла з групи.

## Статистика виступів

### Статистика клубних виступів
| Сезон             | Команда              | Чемпіонат         | Чемпіонат | Чемпіонат | Національний кубок | Національний кубок | Національний кубок | Континентальні кубки | Континентальні кубки | Континентальні кубки | Інші змагання | Інші змагання | Інші змагання | Усього | Усього |
| Сезон             | Команда              | Ліга              | Ігор      | Голів     | Ліга               | Ігор               | Голів              | Ліга                 | Ігор                 | Голів                | Ліга          | Ігор          | Голів         | Ігор   | Голів  |
| ----------------- | -------------------- | ----------------- | --------- | --------- | ------------------ | ------------------ | ------------------ | -------------------- | -------------------- | -------------------- | ------------- | ------------- | ------------- | ------ | ------ |
| 2016–17           | «Гоффенгайм 1899» II | РЛ                | 25        | 6         | -                  | -                  | -                  | -                    | -                    | -                    | -             | -             | -             | 25     | 6      |
| 2017–18           | «Гоффенгайм 1899»    | БЛ                | 21        | 2         | КН                 | 1                  | 0                  | ЛЧ+ЛЄ                | 1+3                  | 0                    | -             | -             | -             | 26     | 2      |
| Усього за кар'єру | Усього за кар'єру    | Усього за кар'єру | 46        | 8         |                    | 1                  | 0                  |                      | 4                    | 0                    |               | -             | -             | 51     | 8      |